# HD113589
HD113589 — хімічно пекулярна зоря спектрального класу A1, що має видиму зоряну величину в смузі V приблизно  9,4.
Вона  розташована на відстані близько 3136,1 світлових років від Сонця.